# Daniel Vacek
Daniel Vacek (Praga, 1 de abril de 1971) es un exjugador de tenis checo especializado en dobles que alcanzó a ser número 3° ATP. En esta modalidad conquistó 25 títulos.
En individuales alcanzó los cuartos de final del Masters de París de 1995, el Masters de Canadá de 1998 y el Masters de Cincinnati de 1998 , y logró el puesto número 26° en el ranking de individuales en enero de 1996.

## Trayectoria
Durante su carrera, Vacek llegó a 5 finales ATP en individuales, perdiendo en todas, la última de ellas fue en el torneo de Toulouse contra el francés Nicolas Escudé el 3 de octubre de 1999.

## Representación nacional
Vacek representó a su país natal en los Juegos Olímpicos de Verano de 1996 en Atlanta, donde fue derrotado en segunda ronda.

### Copa Davis
Fue nominado 7 veces en total, jugando 7 series; consiguió un récord de 5-5 en individuales y 3-2 en dobles.
- Debut: febrero de 1995 contra Italia; derrota ante Renzo Furlan por 6-3, 6-7 y 2-6.

## Torneos de Grand Slam

### Campeón Dobles
| Año  | Torneo        | Pareja             | Oponentes en la final          | Resultado       |
| 1996 | Roland Garros | Yevgeni Káfelnikov | Mark Woodforde Todd Woodbridge | 7-6(12) 4-6 6-3 |
| 1997 | Roland Garros | Yevgeni Káfelnikov | Mark Knowles Daniel Nestor     | 6-3 3-6 6-3     |
| 1997 | US Open       | Yevgeni Káfelnikov | Jonas Björkman Nicklas Kulti   | 7-6 6-3         |

## Títulos ATP (25; 0+25)

### Finalista en individuales (5)
| N.° | Fecha                    | Torneo     | Superficie  | Oponente en la final | Resultado       |
| --- | ------------------------ | ---------- | ----------- | -------------------- | --------------- |
| 1.  | 28 de febrero de 1994    | Copenhague | Moqueta (i) | Yevgueni Káfelnikov  | 6-3, 7-5        |
| 2.  | 6 de febrero de 1995     | Marsella   | Moqueta (i) | Boris Becker         | 6-7, 6-4, 7-5   |
| 3.  | 6 de noviembre de 1995   | Moscú      | Moqueta (i) | Carl-Uwe Steeb       | 7-65, 3-6, 7-66 |
| 4.  | 3 de marzo de 1997       | Róterdam   | Moqueta (i) | Richard Krajicek     | 7-64, 7-65      |
| 5.  | 27 de septiembre de 1999 | Toulouse   | Dura (i)    | Nicolas Escudé       | 7-5, 6-1        |

### Dobles
| Leyenda                |
| Grand Slam (3)         |
| Tennis Masters Cup (0) |
| ATP Masters Series (1) |
| ATP Tour (21)          |

| N.º | Fecha | Torneo               | Superficie    | Pareja             | Oponentes en la final               | Resultado     |
| --- | ----- | -------------------- | ------------- | ------------------ | ----------------------------------- | ------------- |
| 1.  | 1990  | Umag                 | Tierra batida | Vojtech Flegl      | Andrei Cherkasov Andrei Olhovskiy   | 6-4, 6-4      |
| 2.  | 1990  | Praga                | Tierra batida | Vojtech Flegl      | George Cosac Florin Segărceanu      | 5-7, 6-4, 6-3 |
| 3.  | 1990  | San Marino           | Tierra batida | Vojtech Flegl      | Jordi Burillo Marcos Aurelio Gorriz | 6-1, 4-6, 7-6 |
| 4.  | 1993  | New Haven            | Dura          | Cyril Suk          | Steve DeVries David Macpherson      | 7-5, 6-4      |
| 5.  | 1994  | Marsella             | Moqueta       | Jan Siemerink      | Martin Damm Yevgeni Káfelnikov      | 6-7, 6-4, 6-1 |
| 6.  | 1994  | Toulouse             | Dura          | Menno Oosting      | Patrick McEnroe Jared Palmer        | 7-6, 6-7, 6-3 |
| 7.  | 1995  | Niza                 | Tierra batida | Cyril Suk          | Luke Jensen David Wheaton           | 3-6, 7-6, 7-6 |
| 8.  | 1995  | Roma TMS             | Tierra batida | Cyril Suk          | Jan Apell Jonas Björkman            | 6-3, 6-4      |
| 9.  | 1995  | Long Island          | Dura          | Cyril Suk          | Rick Leach Scott Melville           | 5-7, 7-6, 7-6 |
| 10. | 1995  | Basilea              | Dura          | Cyril Suk          | Mark Keil Peter Nyborg              | 3-6, 6-3, 6-3 |
| 11. | 1996  | Praga                | Tierra batida | Yevgeni Káfelnikov | Luis Lobo Javier Sánchez Vicario    | 6-3, 6-7, 6-3 |
| 12. | 1996  | Roland Garros, París | Tierra batida | Yevgeni Káfelnikov | Jakob Hlasek Guy Forget             | 6-3, 6-3      |
| 13. | 1996  | Basilea              | Dura          | Yevgeni Káfelnikov | David Adams Menno Oosting           | 6-3, 6-4      |
| 14. | 1996  | Viena                | Moqueta       | Yevgeni Káfelnikov | Pavel Vízner Menno Oosting          | 7-6, 6-4      |
| 15. | 1997  | Hong Kong            | Dura          | Martin Damm        | Karsten Braasch Jeff Tarango        | 6-3, 6-4      |
| 16. | 1997  | Tokio                | Dura          | Martin Damm        | Justin Gimelstob Patrick Rafter     | 3-6, 7-6, 7-6 |
| 17. | 1997  | Roland Garros, París | Tierra batida | Yevgeni Káfelnikov | Todd Woodbridge Mark Woodforde      | 7-6, 4-6, 6-3 |
| 18. | 1997  | Gstaad               | Tierra batida | Yevgeni Káfelnikov | Trevor Kronemann David Macpherson   | 4-6, 7-6, 6-3 |
| 19. | 1997  | US Open, Nueva York  | Dura          | Yevgeni Káfelnikov | Jonas Björkman Nicklas Kulti        | 7-6, 6-3      |
| 20. | 1998  | Viena                | Moqueta       | Yevgeni Káfelnikov | David Adams John Laffnie de Jager   | 7-5, 6-3      |
| 21. | 1999  | Auckland             | Dura          | Jeff Tarango       | Jiří Novák David Rikl               | 7-5, 7-5      |
| 22. | 1999  | San Petersburgo      | Moqueta       | Jeff Tarango       | Menno Oosting Andrei Pavel          | 3-6, 6-3, 7-5 |
| 23. | 1999  | Tokio                | Dura          | Jeff Tarango       | Wayne Black Brian MacPhie           | 6-7, 6-3, 7-6 |
| 24. | 1999  | Moscú                | Moqueta       | Justin Gimelstob   | Andrei Medvedev Marat Safin         | 6-2, 6-1      |
| 25. | 2002  | Barcelona            | Tierra batida | Michael Hill       | Lucas Arnold Ker Gastón Etlis       | 6-3, 7-6      |

### Finalista en dobles (torneos destacados)
- 1994: Masters de Montecarlo (junto a Yevgeni Káfelnikov pierde ante Nicklas Kulti y Magnus Larsson)
- 1995: Masters de Essen (junto a Cyril Suk pierden ante Jacco Eltingh y Paul Haarhuis)
- 1996: Masters de París (junto a Yevgeni Káfelnikov pierden ante Jacco Eltingh y Paul Haarhuis)

## Vida personal
Su sobrina Nicole Vaidišová también es tenista profesional en el circuito WTA.